# Rodrigo Audi
Rodrigo Louçana Audi (São Paulo) é um ator e diretor teatral brasileiro.
Graduado em Arquitetura e Urbanismo pela Faculdade de Belas Artes de São Paulo em 1999, foi integrante do Centro de Pesquisa Teatral do SESC de 2003 e 2012, coordenado por Antunes Filho. Foi assistente de direção de Gabriel Villela em 2012 na peça Macbeth e atuou em peças como A Pedra do Reino, de Ariano Suassuna, Senhora dos Afogados, de Nelson Rodrigues, e A Tempestade, de William Shakespeare , esta última diriga por Gabriel Villela em 2015. Foi membro do elenco fixo da série infantil de TV Experimentos Extraordinários, onde interpretou o vilão Valentino Britz. Como diretor de teatro, fundou a Companhia UM, que estreou em 2014 com a peça Agora Eu Era o Herói.
Em 2017, Audi lançou, junto com Dib Carneiro Neto, o livro Imaginai! O Teatro de Gabriel Villela, sobre a vida do renomado diretor de teatro, tendo sido responsável principalmente pela seleção de fotos. Por esta obra, Audi ganhou no ano seguinte o Prêmio Jabuti na categoria "Artes".